# Crova
Crova település Olaszországban, Vercelli megyében. Lakosainak száma 350 fő (2023. január 1.). Crova Lignana, Salasco, San Germano Vercellese, Santhià, Ronsecco és Tronzano Vercellese községekkel határos.

## Népesség
A település népességének változása:
| Lakosok száma | 384  | 398  | 350  |
|               | 2017 | 2018 | 2023 |